# Dioressence (rose)
'Dioressence' est un cultivar de rosier hybride de thé grandiflora obtenu en 1984 par le rosiériste français Georges Delbard. Il doit son nom au parfum « Dioressence » de la maison Parfums Christian Dior, lancé en 1979 et créé par Guy Robert.

## Description
Le buisson de 'Dioressence' d'un feuillage lustré s'élève de 90 cm à 100 cm, pour une envergure de 60 cm. Ce rosier est remarquable par la couleur mauve de ses fleurs qui sont fortement odorantes. Elles sont grandes et pleines (26-40 pétales) et fleurissent en petits bouquets de 3 à 5 fleurs, en forme de coupe, tout au long de la saison.
Sa zone de rusticité commence à 7b. Son pied a besoin d'être protégé en cas d'hiver froid. Il nécessite d'être taillé début mars et d'être bien traité contre la maladie des taches noires.
'Dioressence' est issu d'un semis avec un hybride ('Holstein' x 'Bayadère') x Prélude.

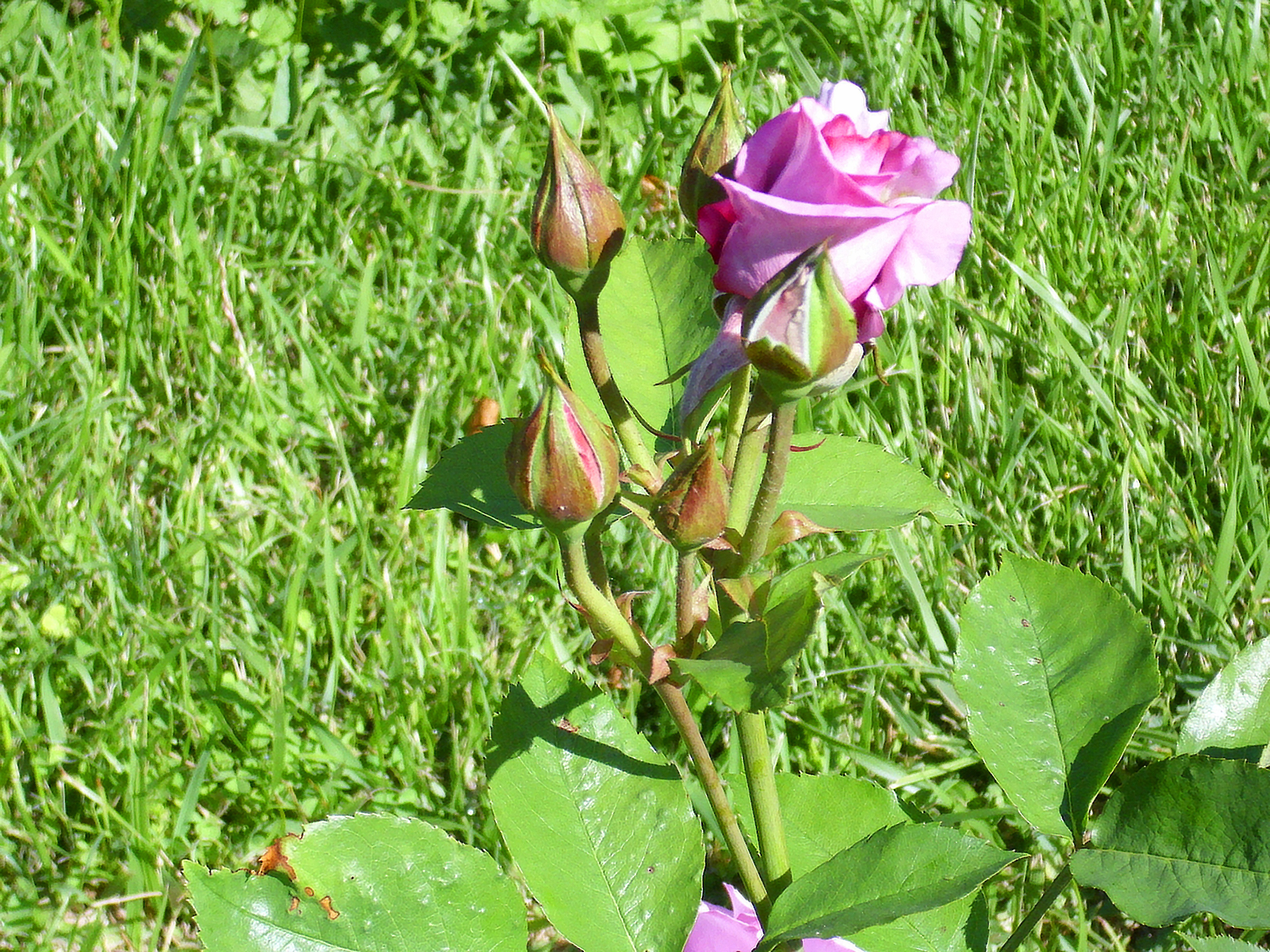
'Dioressence' en bouton.

## Descendance
Par croisement avec 'Nuit d'Orient', 'Dioressence' a donné naissance à 'Violette Parfumée' (Dorieux, 1992).

## Distinctions
- Monza Fragrance Award 1984